# 개릿 버코프
개릿 버코프(영어: Garrett Birkhoff IPA: [ˈgærɪt ˈbɜː(r)kɒf],
1911년 1월 19일 ~ 1996년 11월 22일)는 미국의 수학자이다. 격자 이론에 공헌하였으며, 조지 데이비드 버코프의 아들이다.

## 생애
1911년 1월 19일 미국 뉴저지주 프린스턴에서 태어났다. 아버지 조지 데이비드 버코프는 유명한 수학자였다. 1928년에 하버드 대학교에 입학하여 1932년에 학사 학위를 취득하였고, 이후 영국 케임브리지 대학교로 유학하였다. 케임브리지에서 버코프는 원래 수리물리학을 전공하려 하였으나 대신 추상대수학을 공부하게 되었다. 버코프는 그러나 석사·박사 학위를 취득하지 않았다. 이후 하버드 대학교 교수가 되어 이곳에서 평생을 보냈다.
제2차 세계 대전 동안 공학에 응용되는 수학을 연구하였으며, 특히 레이다와 탄도학, 유체역학을 연구하였다. 또한, 당시에 급속히 발달하던 컴퓨터를 사용한 수치해석학에도 관심을 보였다.
1996년 11월 22일 미국 뉴욕주 워터밀(영어: Water Mill)에서 사망하였다.

## 저서
- Birkhoff, Garrett (1967). 《Lattice theory》. American Mathematical Society Colloquium Publications (영어) 25 3판. American Mathematical Society. MR 0227053. Zbl 0153.02501.
- Mac Lane, Saunders; Birkhoff, Garrett (1988). 《Algebra》 (영어) 3판. American Mathematical Society Chelsea Publishing. ISBN 978-0-8218-1646-2.

## 같이 보기
- 위상군
- 보편대수학